# معضمية القلمون
معضمية القلمون بلدة تابعة لمنطقة القطيفة في محافظة ريف دمشق يبلغ عدد سكانها أكثر من 26000 نسمة وفق التعداد السكاني 2006. تحد بلدة معضمية القلمون عدة مدن أهمها الرحيبة شرقاً والقطيفة غرباً وجبال القلمون شمالا وجنوباً. بدأت البلدة تنمو عمرانيا منذ عدة سنوات وتوسعت شرقاً وغرباً بشكل أفقي وليس عمودي. وفيها الكثير من الآثار كالآبار الرومانية والنهر القديم وجامع الانوات.
تقع البلدة على ارتفاع 950م عن سطح البحر بمناخ جيد نوعا ما بمعدل أمطارسنوي 200 ملم. ولها تاريخ طويل ما قبل الرومان ومقولات تتحدث عن أن عمر البلدة أكثر من 2000 سنة.

## التسمية
لتسمية الشيء أسباب كثيرة ومنها أن يسمى باسم وسيلة من الوسائل التي تستعمل فيها. ولما كانت المهنة الغالبة على أهل هذه البلدة الزراعة، فقد ترجح تسميتها بـ “معضمية” نسبة إلى العظم الذي هو اللوحة العريضة التي في رأس الحديدة التي تشق الأرض. كما جاء العظم لمقبض القوس وللخشبة ذات الأصابع التي تذرى بها الحبوب والمعروفة باسم “المذراة”، ولهذا جاء اسمها في الوثائق بالضاد وليس بالظاء. كما أن هذه البلدة أي معظمية بالظاء تنسب إلى السلطان المعظم نور الدين زنكي وهي نسبة متأخرة. ونسبتها الأولى أقرب إلى الصواب مع التعاقب بين الضاد والظاء في بعض الصيغ المنقولة.
ومن أجل الإضافة إلى مرجع ثابت لا يتغير، أُضيفت إلى مرجع تتميز به وهو القلمون فسميت معضمية القلمون.

## الآثار القديمة
في وسط البلدة القديمة معالم لمعبد قديم، كما أن في سفح الجبل الواقع إلى الشمال من أرض هذه البلدة موقع “الشومر” و “السومر” فيما يشير إلى الأمة الحضارية المعروفة باسم “سومر” والسومريين. وفي هذه البلدة قناة رومانية تبدأ في منبعها على عمق خمسين متراً تحت الأرض لتظهر بعد خمسة آلاف متر تقريباً على وجه الأرض، كانت تروي قسماً من أرضها، حتى جفت. بالإضافة إلى أقنية أخرى بينها وبين القطيفة.

## الاقتصاد والزراعة
يقوم اقتصاد البلدة على الزراعة بأغلبها وتربية المواشي وضخ الماء آلياً من الأعماق لري الأرض، وتقتصر الزراعة على الحبوب والكرمة والزيتون.

## الملابس
ملابس البلدة في القديم كانت توشى بأنواع من التطريز بلغت من الدقة والروعة ما بلغت واستغرق تطريزها جهداً كبيراً وزمنا طويلاً، حيث كانت العروس في فترة خطبتها تقوم بتوشية الثياب التي تتزين بها في عرسها وتصنع الثياب التي تكفي حاجتها طوال حياتها بمغردها حتى إذا جاء يوم العرس زينت غرفتها بما طرزت بتعليقها بطريقة فنية على جدرانها، لذلك تم اختيار هذه البلدة لإقامة وحدة إرشادية للتطريز لإعادة تراثها العريق تقوم بتعليم التطريز ونسج السجاد اليدوي.